# Крутые и чокнутые
«Крутые и чокнутые» (англ. Cool and the Crazy) — телефильм 1994 года, снятый Ральфом Бакши. Главные роли в проекте сыграли актёры Джаред Лето и Алисия Сильверстоун. Это единственный игровой фильм, снятый Ральфом Бакши. Он больше всего известен как режиссёр полнометражных мультфильмов. Премьера состоялась в 1994 году на канале Showtime как часть цикла фильмов «Мятежное шоссе», в который также входит небезызвестный фильм Роберта Родригеса «Гонщики», с Дэвидом Аркеттом и Сальмой Хайек в главных ролях.

## Сюжет
Майкл и Розалинда, Боб и Джеки одновременно справляют свадьбы. Им по восемнадцать лет. Больше нет мам и пап. Нет запретов. Каждый из них свободен, но каждый забывает об ответственности. Им нужно, как говорится, «нагуляться». Очень быстро появившиеся дети только мешают юным родителям, и их сбагривают кому угодно при любой возможности. Вволю порезвившаяся Розалинда первой понимает, что действительно любит своего мужа Майкла, но это взросление приходит слишком поздно. Уезжая от неё навсегда, Майкл кричит во все горло: «Я свободен!»

## В ролях
| Актёр               | Роль    |
| ------------------- | ------- |
| Джаред Лето         | Майкл   |
| Алисия Сильверстоун | Розалин |
| Дженнифер Блэнк     | Джоанни |
| Мэттью Флинт        | Джой    |
| Брэдфорд Татум      | Фрэнки  |
| Кристин Хэрнос      | Лоррейн |
| Тьюзди Найт         | Бренда  |
| Кристин Фрисселл    | Бобби   |
| Джон Хоукс          | Крэйзи  |
| Майкл Лоури         | Джек    |